# Gare de Bordeaux Saint-Jean
Gare de Bordeaux Saint-Jean – stacja kolejowa w Bordeaux, w regionie Nowa Akwitania. Stacja ma 6 peronów.